# Russocice (gmina)
Russocice (przemiennie Władysławów) – dawna gmina wiejska istniejąca początkowo do 1870 roku a także później (brak dokładnych dat) w guberni kaliskiej. Siedzibą władz gminy były Russocice.
Za Królestwa Polskiego gmina Russocice należała do powiatu konińskiego w guberni kaliskiej. 31 maja 1870 do gminy przyłączono pozbawiony praw miejskich Władysławów, po czym gminę przemianowano na Władysławów.
Zmiana nazwy nie utrzymała się długo, bo już w 1877 roku jednostka ponownie występuje pod nazwą gmina Russocice. W wykazie z 1917 i przynajmniej od 1889 roku gmina figuruje znowu pod nazwą gmina Władysławów, choć nie obejmuje już Władysławowa, któremu w 1919 roku przywrócono prawa miejskie.